# Alsószernye
Alsószernye (szlovákul Dolné Srnie, korábban Beckovské Srnie) község Szlovákiában, a Trencséni kerületben, a Vágújhelyi járásban.

## Fekvése
Vágújhelytől 4 km-re északra fekszik.

## Története
A község területén már az újkőkorszakban emberi település állt, a vonaldíszes kerámiák népének leletei kerültek itt elő.
A falut 1477-ben „Zerne” alakban említik először, a beckói váruradalom része volt. 1598-ban 64 ház állt a településen. 1720-ban 2 malma és 61 adózó háztartása volt, közülük 56 zsellér. 1784-ben 99 házában 135 családban 625 lakos élt.
A 18. század végén Vályi András így ír róla: „SZRNYE. Tót falu Trentsén Várm. földes Ura B. Révay Uraság, ez fekszik Lieszko Moraviczához nem meszsze, mellynek filiája; lakosaik katolikusok, határbéli földgyeik soványak, legelőjök, réttyek, fájok van.”
1828-ban 93 háza volt 878 lakossal. Lakói mezőgazdasággal, állattartással, faárukészítéssel, szövéssel fogllalkoztak.
Fényes Elek 1851-ben kiadott geográfiai szótárában így ír a településről: „Szrnye, tót falu, Trencsén vmegyében, Morva-Lieszko mellett: 165 kath., 621 evang., 54 zsidó lak. F. u. a beczkói urad. Ut. p. Trencsén.”
A trianoni békéig Trencsén vármegye Trencséni járásához tartozott.
A háború után lakói főként a környék nagybirtokain dolgoztak.

## Népessége
| Év:            | 1994. | 2004.    | 2014.   | 2024.   |
| -------------- | ----- | -------- | ------- | ------- |
| Emberek száma: | 832   | 928      | 980     | 984     |
| Eltérés:       |       | +11,53 % | +5,60 % | +0,40 % |

| Év:            | 2023. | 2024.   |
| -------------- | ----- | ------- |
| Emberek száma: | 983   | 984     |
| Eltérés:       |       | +0,10 % |

1910-ben 1149, túlnyomórészt szlovák lakosa volt.
2001-ben 863 lakosából 847 szlovák volt.
2011-ben 965 lakosából 947 szlovák volt.

## Neves személyek
- Itt született 1816-ban Kubicza Pál belső titkos tanácsos, Trencsén vármegye főispánja, főrendiházi tag.

## Nevezetességei
- Barokk harangláb a 18. század első feléből.
- Klasszicista kúria 1850-ből.
- Neoklasszicista harangláb 1890-ből.